# Dolok Martumbur
Dolok Martumbur is een bestuurslaag in het regentschap Tapanuli Utara van de provincie Noord-Sumatra, Indonesië. Dolok Martumbur telt 648 inwoners (volkstelling 2010).